# Alkett

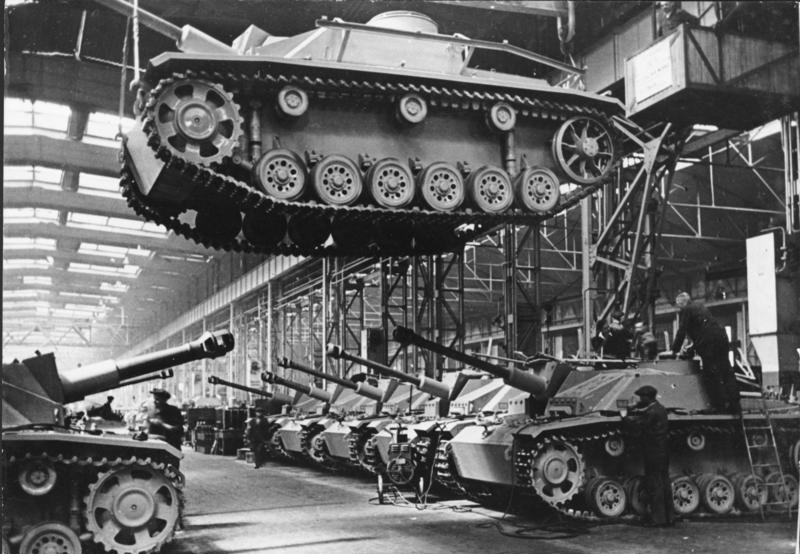
Производство САУ Sturmgeschütz III. 21 июня 1943

Alkett (сокр. от нем. Altmärkische Kettenfabrik) — подразделение компании Rheinmetall-Borsig AG, основанное в западном районе Берлина — Шпандау, в 1937 году. С момента основания компания начала производство танков, которые по технической документации проходили как тракторная техника для сельского хозяйства (из-за ограничений, предусмотренных Версальским договором). В 1941 году произошла смена всего руководства компании на офицеров военных структур нацистской Германии. Компания перешла в подчинение государственного концерна Reichswerke AG Hermann, который отвечал за управление военными заводами Германии. C тех пор компания резко нарастила свои мощности и к 1942 году стала одним из основных предприятий Рейха по производству военной техники. Так, она стала основным производителем штурмового орудия Sturmgeschütz III (несмотря на то, что разработано оно было компанией Даймлер-Бенц), которое началось в феврале 1940 года. В мае 1945 года предприятие было ликвидировано, а его оборудование и документация частично вывезены советскими войсками, частично уничтожены. Некоторые разработки фирмы исследовались в СССР по окончании войны, но были признаны неперспективными.

## Продукция компании Алкетт
Наиболее известные модели военной техники, производимые компанией:
- САУ Panzerjäger I (основная сборка с 1939 года)
- САУ Panzerjäger Renault R35(f) (основное производство)
- танк Panzerkampfwagen I Schwere Minenräumer
- танк Panzerkampfwagen III Ausf F, G, H, J, L Sd.Kfz. 141 (дополнительный производитель)
- штурмовое орудие Sturmgeschütz III Ausf C, D, E, F, F/8, G (основное производство)
- штурмовое орудие Sturmhaubitze 42 Ausf F, G (основное производство)
- штурмовое орудие Sturminfanteriegeschütz 33 (основное производство)
- самоходная гаубица 15 cm Schwere Panzerhaubitze Hummel Sd.Kfz. 165 и подвозчик снарядов для неё Munitionsträger Hummel
- штурмовое орудие Sturmtiger (основное производство)
- танк Maus (основная сборка)

Кроме того, компания участвовала в производстве:
- Пушки 4.7 cm PaK(t)
- САУ Jagdpanzer 38D Hetzer
- Leichte Einheitswaffenträger
- Пушки 5 cm Pak 38 и 7.62 cm Pak 36(r) для САУ Marder II Sd.Kfz. 131/132
- Бронированная машина для корректировки артиллерийского огня Artillerie Panzerbeobachtungswagen на базе танка Panzer II
- танк Panzerkampfwagen II Ausf A, B, C Sd.Kfz. 121 и огнемётный танк Panzerkampfwagen II Ausf A, B Flamm Sd.Kfz. 122, танк-амфибия Panzer II mit Schwimmkörper

## История компании
Компания была основана как филиал компании Rheinmetall-Borsig AG, и изначально ориентировалась на выпуск тяжёлой бронетехники. Место размещения цехов компании — восточный район Берлина — выбрано было не случайно. Берлин имел очень мощную противовоздушную оборону — 736 зенитных орудий, сотни истребителей, аэростаты, 160 прожекторов. Таким образом цеха, в которых планировалось производить большое количество бронетехники, находились в сравнительной безопасности от ударов авиации союзников — это подтверждается тем, что темпы производства военной техники в цехах компании практически не изменялись месяц от месяца (в данном случае речь идёт о Sturmgeschütz III, основным производителем которых Алкетт и являлся), что говорит о том, что завод не останавливался вследствие бомбардировок его, и продолжал производство даже в марте 1945 года в полном объёме, несмотря на подступающие к Берлину советские войска.

### Первые разработки

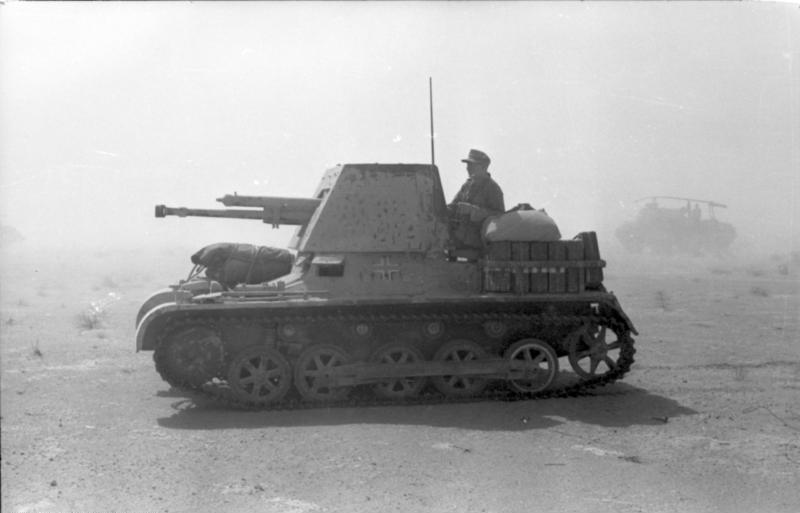
Panzerjäger 1. Северная Африка, март 1941.

С самого начала конструкторский состав компании был отобран с целью разработки новых моделей бронетехники, и туда вошли ведущие специалисты Рейха в данной области. Проектирование САУ для борьбы с вражеской бронетехникой началось ещё в 1939 году, и одной из первых разработок компании стала самоходная артиллерийская установка на базе танка Panzerkampfwagen I, который к 1940 г. уже совершенно не удовлетворял требованиям армии. Чтобы «продлить жизнь» работоспособных танков, были созданы несколько проектов самоходных орудий на базе PzKpfw I. Наибольший интерес представляла противотанковая САУ с использованием, из-за отсутствия на тот момент собственных противотанковых пушек достаточной мощности, трофейной чехословацкой пушкой 47-мм пушки «Шкода» A5 (PaK 36(t), которые достались Германии в результате оккупации Чехословакии. Недостатком этого весьма удачного орудия было отсутствие лафета на механической тяге, что накладывало значительные ограничения на его использование. Таким образом, используя шасси устаревшего танка и недостаточно мобильную пушку, получилась довольно удачная САУ — первый серийный истребитель танков такого типа. САУ переоборудовали из линейных танков, при этом башня и подбашенный лист снимались, а на их место устанавливалась пушка, защищённая 14,5-мм броневой рубкой, открытой сверху и с кормы. Всего с марта по июнь 1940 года было переоборудовано 202 Panzerjäger I, из них 132 фирмой Alkett и 70 фирмой Skoda. Panzerjäger I участвовали во Французской кампании, Североафриканской кампании и операциях на территории СССР и, несмотря на перегруженность ходовой части и снизившуюся надёжность, показали хорошие результаты в борьбе с танками противника. Последние упоминания о боевом применении датируются 1943 г.

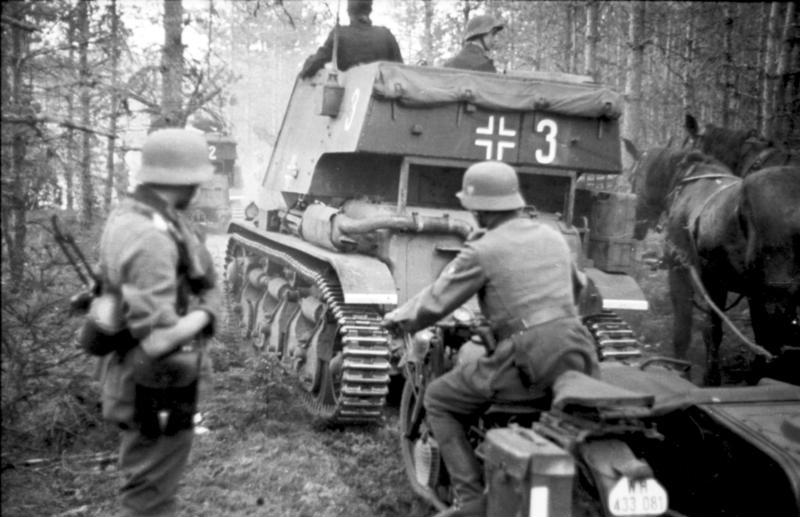
Panzerjäger Renault R 35(f). У северной границы СССР. 21 июня 1941

Следующей разработкой Алкетт стала Panzerjäger 35R — противотанковая самоходная артиллерийская установка на шасси трофейных французских пехотных танков R 35, лёгкая по массе. Стимулом для появления её стала потребность Вермахта в повышении мобильности противотанковой артиллерии. После капитуляции Франции — 22 июня 1940 года — значительные количества французского вооружения и техники, и среди них, по разным данным, от 800 до 840 R 35 различных модификаций, были захвачены Германией. Как и другие французские танки, R 35 были задействованы на второстепенных ролях, а также использованы в качестве шасси — для строительства САУ, в роли артиллерийских тягачей, БРЭМ или подвозчиков боеприпасов. 8 февраля 1941 года компания закончила постройку прототипа этой САУ, а с мая по октябрь того же года по этому образцу переоборудовали 174 танков R 35. Из ещё 26 танков изготовили командирские машины для подразделений, которым предназначалась новая САУ. Они официально обозначались как Befehlspanzer für 4,7 cm PaK(t) Einheiten auf Panzerkampfwagen 35R(f) и не имели пушечного вооружения — вместо него устанавливался один пулемёт MG-34 и дополнительная радиостанция. Одну машину в опытном порядке вооружили 50-мм немецкой противотанковой пушкой Pak 38. С учётом опыта боевого применения более ранней противотанковой САУ Panzerjäger I с тем же вооружением самоходные орудия на трофейной базе задействовали на второстепенных театрах военных действий в составе нескольких батарей или рот, в зависимости от рода войск частей, где они воевали. 4,7 cm PaK(t) auf Panzerkampfwagen 35R(f) ohne Turm использовались на фронтах Великой Отечественной, а также во Франции, вплоть до 1944 года.

### Panzerkampfwagen I Schwere Minenräumer

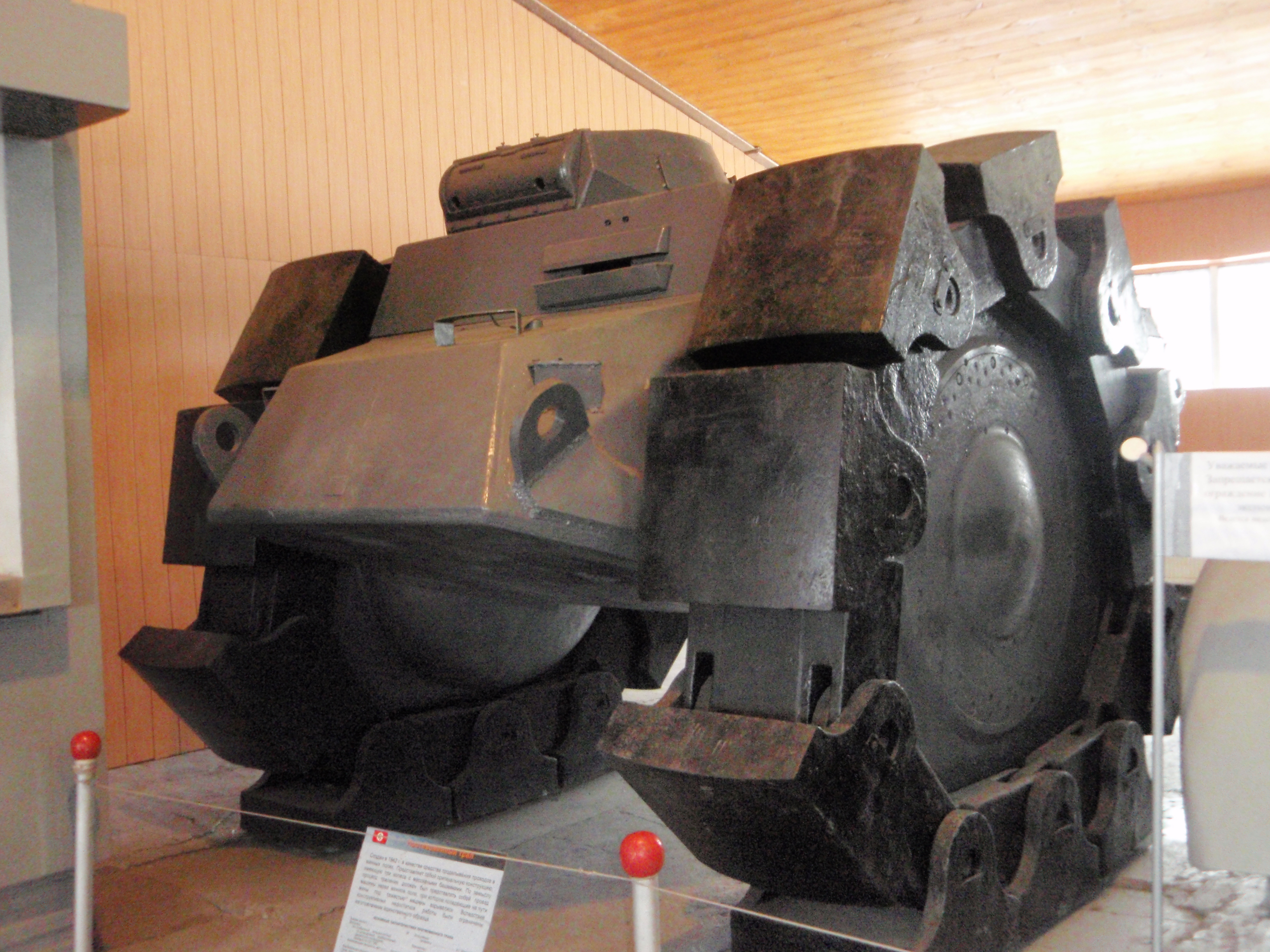
Panzerkampfwagen I Schwere Minenräumer в Кубинке

Panzerkampfwagen I Schwere Minenräumer (нем. —  тяжёлый «минный чистильщик») - экспериментальный тральщик, в котором были использованы некоторые детали танка PzKpfw I. Прототип был построен компанией Алкетт в 1942 году. От PzKpfw I использовались башня и передняя часть корпуса. Машина вооружалась двумя пулемётами 7.92мм MG-34. Тральщик двигался на трёх больших колёсах — два спереди и одно сзади. Колёса эти были разработаны так, чтобы выдерживать взрывы мин при проходе сквозь минные поля. Каждое колесо оснащалось стальными «ступнями», закреплёнными в плавающем положении так, что три из них опирались на землю в любом положении колеса — для того чтобы создать максимальную площадь контакта с землёй, что должно было лучше рассеивать взрывную волну от мин, срабатывающих под весом машины. Дополнительным преимуществом было уменьшение давления тральщика на грунт, потому что он имел толстое бронирование и вес 50 тонн. Теоретически он должен был выдержать взрыв любой мины.
«Минный чистильщик» имел размеры 6,28 метров в длину, 3,22 м в ширину и 2,90 м в высоту. Клиренс составлял 91 см, а защита днища была 40-мм. Внутри, для защиты агрегатов от взрыва крупных мин, на полу был установлен дополнительный 20-мм броневой экран. Из-за своего веса, размеров и давления на грунт максимальная скорость его составляла только 15 км/ч. Привод шёл на передние колёса, а заднее было управляемым через цепной привод из кабины в корпусе. Тральщик оснащался двигателем Maybach HL120 V12 мощностью 300 л.с. На испытаниях машина показала свою неэффективность — из-за своего большого веса, неповоротливости и малой скорости она представляла собой отличную мишень для артиллерии. Поэтому проект был свёрнут, всё дело ограничилось постройкой прототипа.
В апреле 1945 года прототип был захвачен советскими войсками на испытательном полигоне в Куммерсдорфе. В подтверждение этого выступают черно-белые фотографии, запечатлевшие тральщик возле одного из жилых зданий полигона. После перевозки в Дрезден он был отправлен в СССР, где в 1947 году также прошёл испытания, но плохие условия хранения стали причиной повреждения ходовой части, поэтому испытания пришлось свернуть. Тральщик был передан в музей, и ныне экспонируется в Бронетанковом музее в Кубинке. На его бронеплитах сохранились обозначения: VsKfz 617 и 9537. VsKfz 617 указывает на танк PzKpfw 1, с которого была снята башня и часть корпуса, а 9537 — номер шасси.

### Marder II

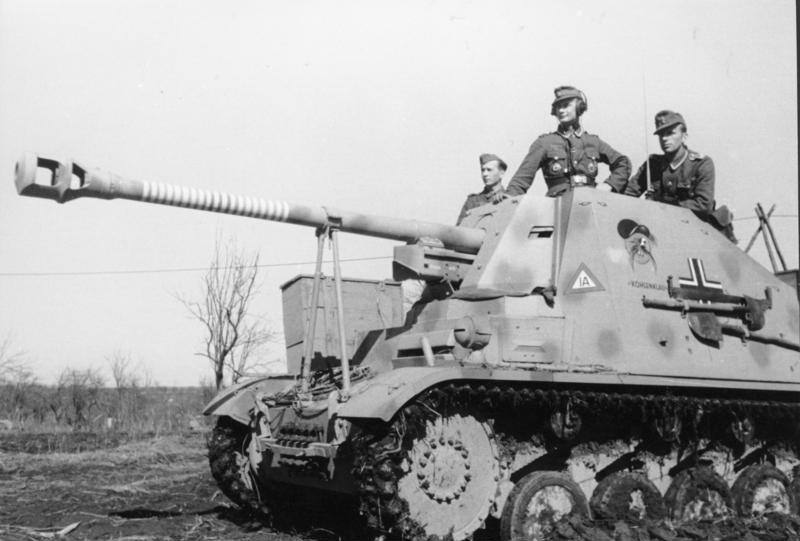
7,5 cm Panzerjäger «Marder II» auf Pz.II. СССР, 21 марта 1943

К осени 1941 года стало ясно, что многочисленные легкие танки PzKpfw II и PzKpfw 38(t) практически потеряли боевую ценность, поскольку не обладали достаточно мощной броней и вооружением. В результате в руках немцев оказалось большое количество сравнительно новых танковых шасси, которые вскоре использовали для выпуска самоходных орудий. В первые месяцы войны Красная Армия потеряла большое количество 76,2-мм пушек Ф-22 и УСВ. Вскоре выяснилось, что единственными орудиями, способными эффективно бороться с советскими танками, были советские же пушки Ф-22 и УСВ. В июне 1942 года немцы организовали выпуск своих пушек 7,5-cm Pak 40 калибра 75 мм, однако первое время пушек этого типа остро не хватало. Советские 76,2-мм пушки прошли переделку на заводах Rheinmetall, после чего получили обозначение Pak 36(r). Пушки приспособили для стрельбы немецкими боеприпасами несколько увеличенного калибра (с 74,85 мм до 76,10 мм). 14 августа 1941 года фирма Алкетт получила заказ на переделку советских 76,2-мм пушек Pak 36(r) для установки их на тягачи Zugkraftwagen 5 ton — Sd.Kfz.6. Эти машины впоследствии использовались в Северной Африке и получили известность как истребители танков типа «Diana».
Программа переделки танков PzKpfw.II в самоходные истребители танков шла без препятствий, поскольку переделке подвергались поврежденные машины, а также ещё выпускавшиеся шасси PzKpfw.II Ausf.F — Sd.Kfz.121. Выпуск шасси был организован на польском заводе «FAMO-Ursus», располагавшем значительными производственными мощностями. 20 декабря 1941 года фирма Алкетт получила намеченные к переделке шасси LaS 138 — Pz.Kpfw.II Ausf.D/E, обозначенных как Pz.Sfl 1 fuer 7,62-cm PaK-36(r). Корпус, силовая установка, трансмиссия и ходовая часть базового танка остались без изменений. Внутри неподвижной боевой рубки с низкими бортами, смонтированной на крыше корпуса танка, ближе к корме установлена 76,2-мм пушка, закрытая П-образным щитом. 22 декабря 1941 года фирма BMM получила заказ на аналогичную переделку шасси танков Pz.Kpfw.38(t), обозначенных как Pz.Sfl 2 fuer 7,62-cm Pak-36(r). 18 мая 1942 года Альберт Шпеер издал распоряжение 6772/42, предписывающее начать монтаж пушек Pak-40 на шасси Pz.Kpfw.38(t) и Pz.Kpfw.II, которые уже проходили испытания, но с пушкой PaK-38 калибра 50 мм. План развития вооружений сухопутных войск от 1 июля 1942 года предусматривал выпуск самоходных истребителей танков под безусловным приоритетом «Fuehrer Befehl», поэтому сроки и объёмы работы следовало соблюсти в точности любой ценой.
На основании упоминавшегося выше распоряжения 6772/18 от 18 мая 1942 года Waffen Pruehfung 6 министерство вооружения выдало заказ фирме Алкетт на постройку прототипа самоходной установки на базе шасси Pz.Kpfw.II, вооруженной 75-мм противотанковой пушкой Pak-40. Кроме того, берлинское предприятие получило предписание вести дальнейшее техническое совершенствование конструкции самоходной установки. Серийный выпуск машин наладили на прежних заводах, выпускавших танки Pz.Kpfw.II — «Fahrzeug und Motorenwerke GmbH» («FAMO») в Бреслау и «FAMO-Warschau» в Чеховицах (в районе Варшавы). При создании САУ ничего принципиально нового по сравнению с Panzerjäger I изобретать не стали, повторив в целом его компоновку. Силовая установка, трансмиссия и ходовая часть базового танка остались без изменений. Внутри неподвижной броневой рубки с низкими бортами, смонтированной на крыше корпуса танка ближе к корме, установили 76-мм пушку Pak-36(r). САУ была тяжелее базового танка на две тонны, её боевая масса составила 11,5 т. Однако на динамических характеристиках машины это не отразилось. К концу мая 1942 года цеха завода Алкетт в Берлине покинули 192 противотанковых САУ 7,62-cm PaK(r) auf Pz.Kpfw.II Ausf.D «Marder II» (Sd.Kfz.132). Дополнительно 51 истребитель танков был переоборудован из возвращенных для ремонта танков Pz.Kpfw.II «Flamm». 27 февраля 1944 года Гитлер приказал присвоить установкам название «Marder II» (с немецкого — «куница»). Самоходные истребители Sd.Kfz.132 использовались на фронте с апреля 1942 года и до конца войны.

### Sturmgeschütz III

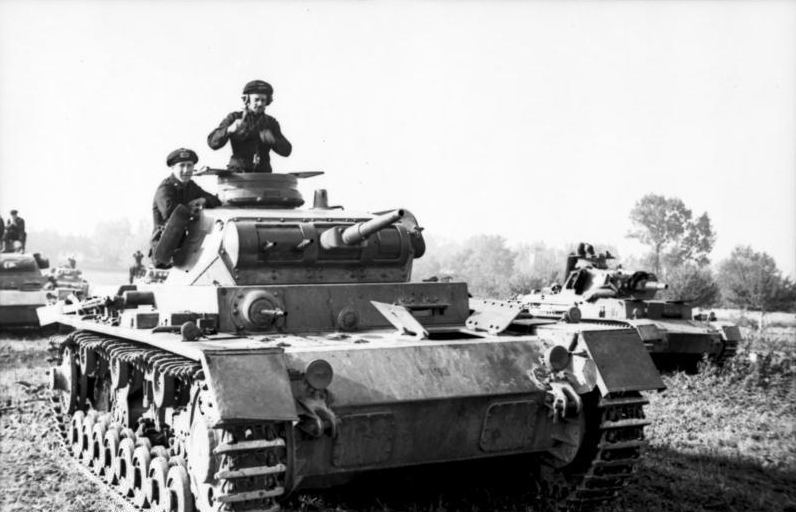
Panzer III с экипажем. Польша, сентябрь 1939

В 1935 году полковник Эрих фон Манштейн выступил с предложением создать в структуре вермахта специальные подразделения мобильной штурмовой артиллерии, оснащенные построенными на гусеничном шасси, хорошо защищенными броней самоходными артустановками. Эта идея нашла поддержку, и в июне 1936 года германское верховное командование приняло решение о разработке подвижных бронированных машин поддержки пехоты, вооруженных 75-мм орудием. Фирме Даймлер-Бенц было поручено разработать саму штурмовую артустановку, а фирма Friedrich Krupp und Sohn AG в Эссене отвечала за разработку орудия и его станка.
Пять экспериментальных машин так называемой нулевой серии покинули цеха через год. После внесения в конструкцию ряда изменений в феврале 1940 года на заводе компании Даймлер-Бенц была выпущена первая партия из 30 боевых машин, которые отличались от опытных главным образом ходовой частью и двигателем. Они были изготовлены на базе танка PzKpfw III Ausf E/F, приводились в движение двигателем Maybach HL 120TR и имели лобовую броню толщиной до 50 мм. 28 марта 1940 года эти САУ получили официальное обозначение 7.5 cm Sturmgeschütz III (сокращенно — StuG III) Ausf А. Немногим более чем через месяц четыре батареи штурмовых орудий этой модификации приняли участие в боевых действиях во Франции и по их результатам получили самые высокие оценки как со стороны командования, так и со стороны экипажей. Вскоре серийное производство самоходок StuG III было переведено с перегруженного военными заказами завода концерна Даймлер-Бенц на предприятие Алкетт, где оно достигло объёма 30 машин в месяц, что позволило ещё в 1940 году ввести в строй 184 САУ StuG III, а до конца 1941 года выпустить 548 этих крайне нужных фронту машин.
|          | 1940 | 1941 | 1942 | 1943 | 1944 | 1945 |
| -------- | ---- | ---- | ---- | ---- | ---- | ---- |
| Январь   | 1    | 36   | 45   | 130  | 227  | 391  |
| Февраль  | 3    | 30   | 45   | 140  | 196  | 189  |
| Март     | 6    | 30   | 4    | 197  | 264  | 235  |
| Апрель   | 10   | 47   | 36   | 228  | 294  | 48   |
| Май      | 10   | 48   | 79   | 260  | 335  |      |
| Июнь     | 12   | 56   | 70   | 275  | 341  |      |
| Июль     | 22   | 34   | 60   | 281  | 377  |      |
| Август   | 20   | 50   | 80   | 291  | 312  |      |
| Сентябрь | 29   | 38   | 70   | 345  | 356  |      |
| Октябрь  | 35   | 71   | 84   | 395  | 325  |      |
| Ноябрь   | 35   | 46   | 100  | 295  | 361  |      |
| Декабрь  | 29   | 46   | 120  | 174  | 452  |      |
| Всего    | 212  | 532  | 793  | 3011 | 3840 | 863  |

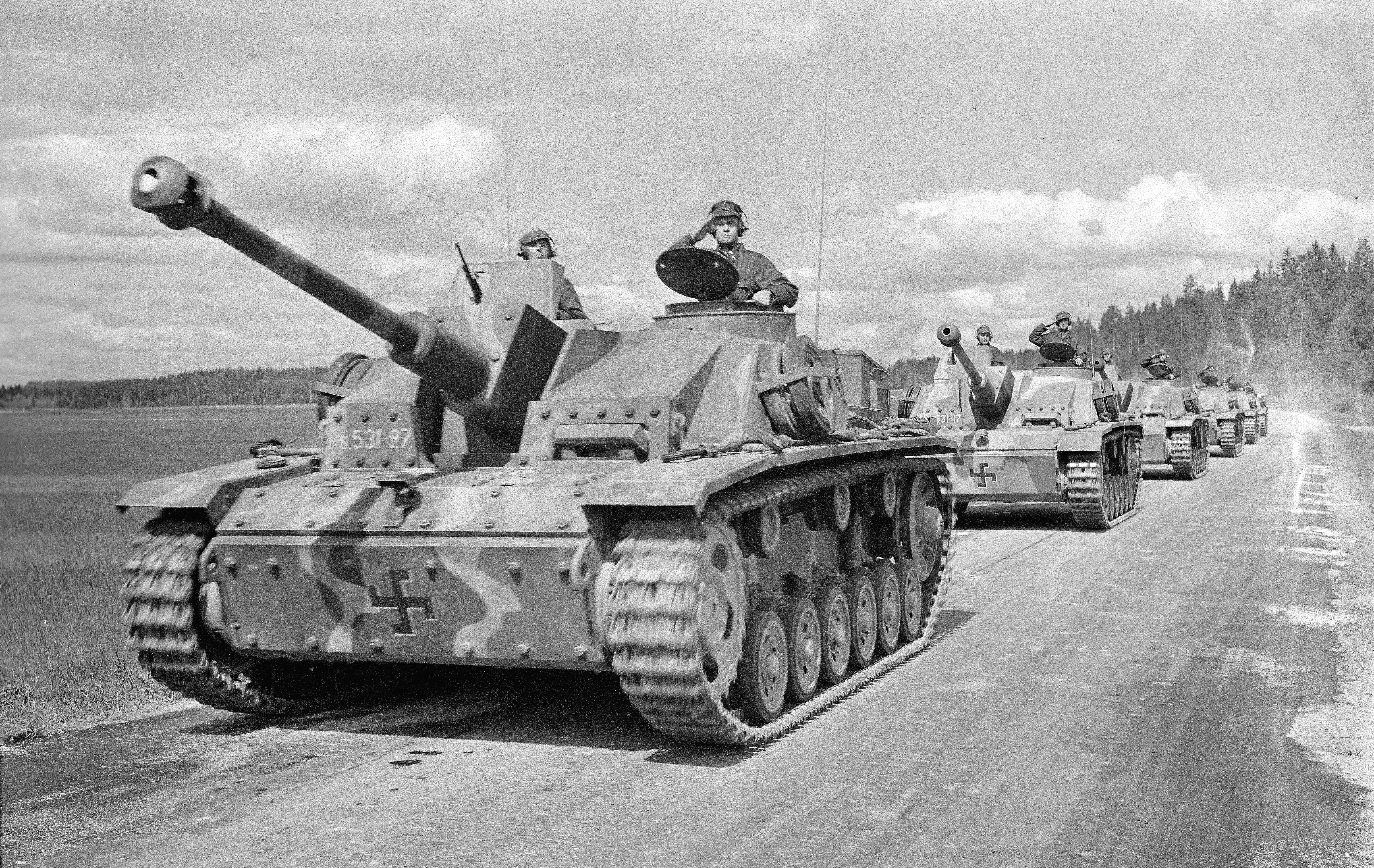
Sturmgeschütz III Ausf. G, финский батальон штурмовых орудий. 1943

Штурмовые орудия StuG III различных модификаций стали самыми массовыми боевыми гусеничными машинами германской армии периода Второй мировой войны. В декабре 1941 Rheinmetall-Borsig представил новую длинноствольную пушку 7.5 cm KwK 40, L/44, обладавшую очень высокими бронебойными характеристиками, после вооружения которой в 1942 году они стали по существу основным противотанковым средством вермахта, а функции штурмового орудия постепенно перешли к штурмовой гаубице StuH 42, созданной на той же базе и отличавшейся от StuG III в основном лишь установкой нового орудия с гораздо большей мощностью осколочно-фугасного выстрела. С 1943 года борта САУ StuG III стали прикрываться 5-мм противокумулятивными экранами. Как и все немецкие танки, выпускавшиеся на протяжении продолжительного времени, штурмовое орудие StuG III в процессе производства постоянно модернизировалось как в целях повышения боевых качеств, так и для упрощения и удешевления конструкции. В результате внесения в последнюю большого числа изменений, по большей части не очень существенных, свет увидело восемь различных модификаций (А, В, С, D, Е, F, F/8 и G). Всего в период с февраля 1940 по апрель 1945 года на заводах фирм Алкетт и MIAG было выпущено более 10 500 штурмовых орудий StuG III и штурмовых гаубиц StuH 42.

### StuH 42 и StuIG 33В

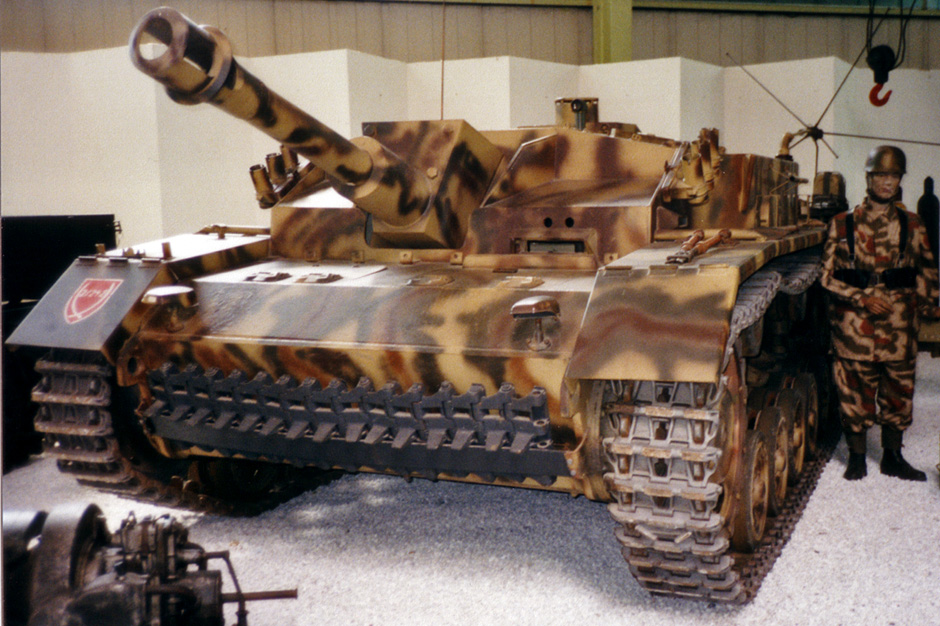
Sturmhaubitze 42 Ausf.F в музее

Изначально StuG III планировался, как штурмовое орудие непосредственного сопровождения пехоты на поле боя с полностью подходящим этой задаче вооружением. Короткоствольная пушка 7.5 cm Stu.K. 37 L/24 отлично справлялась с уничтожением окопавшейся пехоты, открытых пулемётных и артиллерийских позиций, ДЗОТов. Когда же запланированная немцами молниеносная компания в СССР перешла в затяжную фазу, остро стал вопрос о борьбе с большим количеством советских танков Т-34 и КВ. Немецкому командованию пришлось радикально пересмотреть тактику применения StuG III, и с марта 1942 промышленность Германии переключились на выпуск длинноствольных StuG III с явно противотанковой направленностью, а к лету 1943 практически все ранние StuG III перевооружили длинноствольными пушками. В качестве компенсации пехотинцам Управление вооружений в начале 1942 заказало фирме Алкетт изготовить в 1942 12 САУ с гаубицей 105 cm. le F.H. 18 фирмы Rheinmetall-Borsig.
Wa Prüf 6 ещё в середине 1941 дальновидно включило в список проектов разработку Sturmgeschütz leichte Feldhaubitze со 105 мм гаубицей. Видоизменённое орудие отличалось от полевой гаубицы лишь противооткатным устройством, двухкамерным дульным тормозом и затвором, а ствол и баллистика остались прежними. К марту 1942 Алкетт поставил единственную экспериментальную гаубицу на конвертированный StuG III Ausf.E. 2 октября 1942 министр вооружения Альберт Шпеер организовал в рейхсканцелярии показ Гитлеру Sturmhaubitze со 105 мм гаубицей и сообщил, что уже готово 6 таких машин из находящейся в производстве серии из 12 САУ. Пробную серию собрали на переделанных шасси ранних StuG III, а находящиеся на то время в производстве StuG III Ausf.F/8 не трогали. В марте 1943 Sturmhaubitze пошла в серийное производство.
18 марта 1943 новую машину официально назвали Sturmgeschütz III für 10.5 cm Stu.Haub.42 (Sd.Kfz.142/2), а в августе 1944 Generalinspektuer der Panzertroppen дал название покороче — Sturmhaubitze 42 (StuH 42), SdKfz 142/2. САУ выпускалась на базе StuG III Ausf.F (прототипы), Ausf.F/8 и Ausf.G. Практически все изменения в конструкции StuG III переносились и на StuH 42. К лету 1943 г. успели построить и отправить в группы армий, готовящихся к решающему наступлению под Курском, 68 единиц новой боевой техники. По февраль 1945-го выпустили 1212 штурмовых гаубиц StuH 42. Корпус и надстройка сохранились такими же, как и у StuG 40 Ausf F (F/8). Различались лишь схема установки орудия и компоновка боеукладки для артвыстрелов раздельного заряжания. В сентябре 1944 StuH 42 производили без дульного тормоза, вместо которого хотели поставить дульный тормоз от le.FH.18 и le.18/40. В середине 1944 гаубицу оснастили литой маской Tpfblende, что впрочем, не прекратило параллельный выпуск САУ со сварной маской.

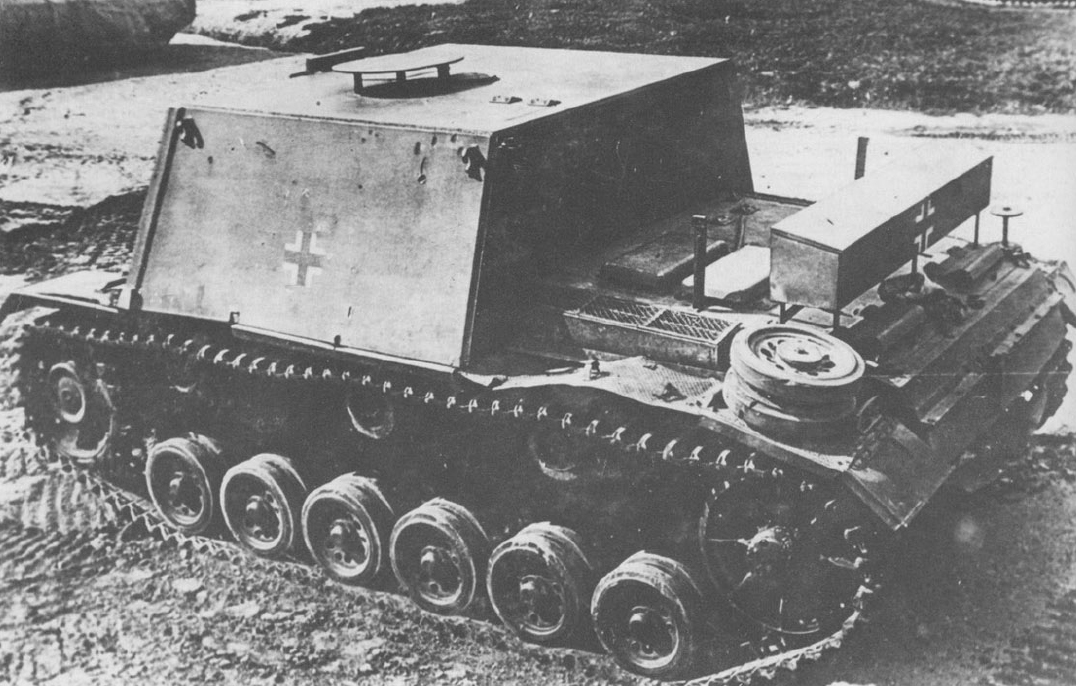
StuIG 33B, захваченная советскими войсками во время Сталинградской битвы. 1943

Впервые эти штурмовые гаубицы вступили в бой на Курской дуге — в количестве 68 штук. Потом, кроме Восточного Фронта они повоевали в Африке, Италии, Франции. На 10 апреля 1945 Германия имела 132 StuH 42, что говорит о высоких потерях этих штурмовых орудий. Всего Алкетт выпустил 1311 StuH 42, Fgst.Nr.Serie приблизительно с 92001 до 94250 и за 105001.
В 1942 году появилась небольшая (24 единицы), скорее всего экспериментальная, партия машин Sturminfanteriegeshütz 33В. Базовый корпус Pz Kpfw III Ausf F дополнялся совершенно новой просторной рубкой с крышей и надгусеничными полками. В скользящей маске со смещением вправо от осевой линии установили короткоствольное орудие StuIG33 — вариант 150-мм тяжелого пехотного орудия 15 cm sIG 33. Правее него располагался курсовой пулемет в лобовом броневом листе толщиной 50 (либо 50 + 30) мм, наклоненном под углом 10 градусов к вертикали. Эти штурмовые орудия предназначались для разрушения долговременных сооружений и городских зданий. Из них сформировали две роты — первая в ноябре была послана в Сталинград, а вторая в составе 23-го танкового полка 23-й танковой дивизии участвовала в попытке деблокирования окруженной там 6-й немецкой армии. Дальнейшая их судьба неизвестна.

### Hummel

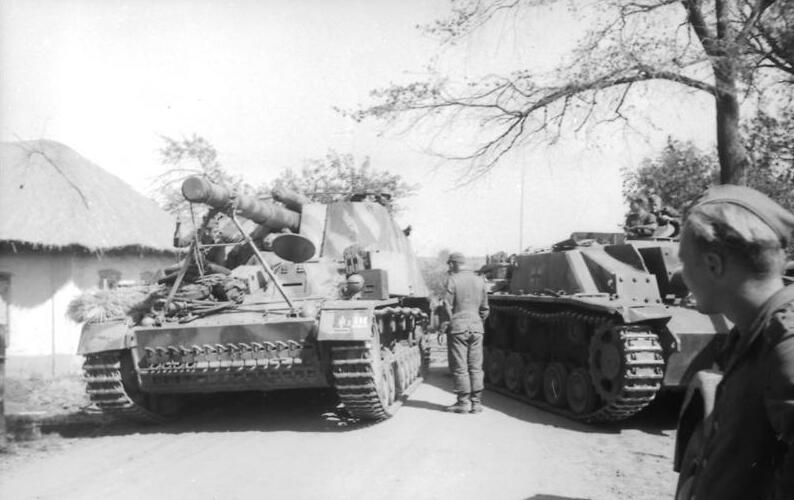
Hummel. СССР, 23 сентября 1943

В конце 1941 года, по итогам операции «Барбаросса», Германии потребовалась самоходная гаубица достаточно бронированная, быстрая и тяжело вооружённая. В начале 1942 года был построен первый прототип на шасси Panzer III, вооружённый 105 мм гаубицей LeFH18 с дульным тормозом — но не был принят на вооружение, так как предпочтительным было признано шасси от Panzer IV. Конструкция корпуса была принята, и вскоре был готов новый прототип с тем же вооружением на шасси Panzer IV. Осенью 1942 года было решено доработать шасси, и фирма Алкетт приступила к разработке Geschutzwagen III/IV. В конструкции нового шасси предусматривалось максимальное количество уже имеющихся узлов и агрегатов; отбирались лучшие системы танков PzKpfw III и IV из расчёта на установку тяжелой 150-мм гаубицы sFH 18. Внешний облик ходовой части в большей степени соответствовал шасси танка PzKpfw IV Ausf F, в то же время, внутреннее оборудование большей частью аналогично танку PzKpfw III Ausf J:
- От танка PzKpfw IV взяты: несколько измененный корпус, ходовая часть с опорными катками, поддерживающими роликами, подвеской, ленивцами гусеницами, устройствами натяжения траков и т. д.
- От танка PzKpfw III взяты: двигатель Maubach HL-120TRM с трансмиссией SSG-77, тормозные устройства, ведущие колеса, механизмы управления.
- Новые детали: специально для САУ разработаны новые валы, передающие мощность от двигателя, выхлопные патрубки, масляные фильтры, инерционные стартеры, топливопроводы, зимнее оборудование.

Макет установки Geschutzwagen III/IV Гитлер осмотрел в октябре 1942 года. К маю 1943 года, к началу летней кампании, предстояло построить 100 САУ, принятую на вооружение под названием 15 cm Schwere Panzerhaubitze Hummel Sd.Kfz. 165. Сборку машин предстояло наладить на заводе фирмы Deutche Eisenwerke в Дуйсбурге, производство бронелистов рубки — на заводе фирмы Deutche Rohrenwerke в Мангейме. Выпуск начался с февраля 1943 года, к маю 1943 года удалось построить 115 САУ, но во фронтовые подразделения попали только 55 машин, остальные были направлены в учебные подразделения.
САУ отличалась типичной для машин данного типа конструкцией: в передней части располагался отсек управления, в центре двигательный отсек, в задней части боевое отделение. Экипаж «Шмеля» размещался в открытой кабине, что вызывало неудобства, связанные с погодными условиями, и был защищён только от огня стрелкового оружия и от осколков артиллерийских снарядов. САУ имели очень ограниченный возимый боекомплект — всего 18 выстрелов, в результате примерно 22-24 % всех САУ пришлось построить в варианте Munitionstrager (транспортёр боеприпасов). Внутренне пространство этих машин было оборудовано специальными креплениями для снарядов, а отверстие под орудие закрыто дополнительной бронеплитой. При необходимости транспортёр мог быть снова быстро переделан в боевой Hummel. Всего было выпущено около 157 транспортёров боеприпасов.
Успешный опыт боевого применения САУ привел к увеличению их выпуска, всего в 1943 году было построено 368 САУ, в 1944 году — 289 и 57 — в 1945 году. В начале 1944 года передняя часть надстройки и место водителя были переделаны, чтобы обеспечить водителю и радисту больший простор, иных конструктивных изменений в ходе выпуска САУ не вносилось. Общий объём производства составил 724 самоходные гаубицы «Hummel», десять из которых было переделано из танков. В войсках САУ «Hummel» очень любили: её можно назвать самой популярной немецкой самоходной гаубицей времён войны.
На прототипе САУ, построенном фирмой Алкетт, устанавливалась пушка с дульным тормозом, в процессе серийного производства от установки дульного тормоза отказались. Дульный тормоз был необходим при использовании зарядов № 7(начальная скорость 440м/с; дальность 11400м), или № 8(начальная скорость 495м/с; дальность 13250м), обычно же применялись заряды № 1-6. Санкцию на стрельбу с использованием зарядов № 7 или 8 из пушек без дульных тормозов давал командир не ниже уровня командира взвода. Кроме того, применение заряда № 8 разрешалось при угле возвышения ствола не более 40°. Одна пушка выдерживала максимум десять выстрелов с зарядами № 8. 4 ноября 1944 года было внесено предложение установить на Hummel 380 мм орудие Wurfgerate, но этот проект не был поддержан, так как в производстве уже был использовавший это орудие Sturmtiger.

### Sturmtiger

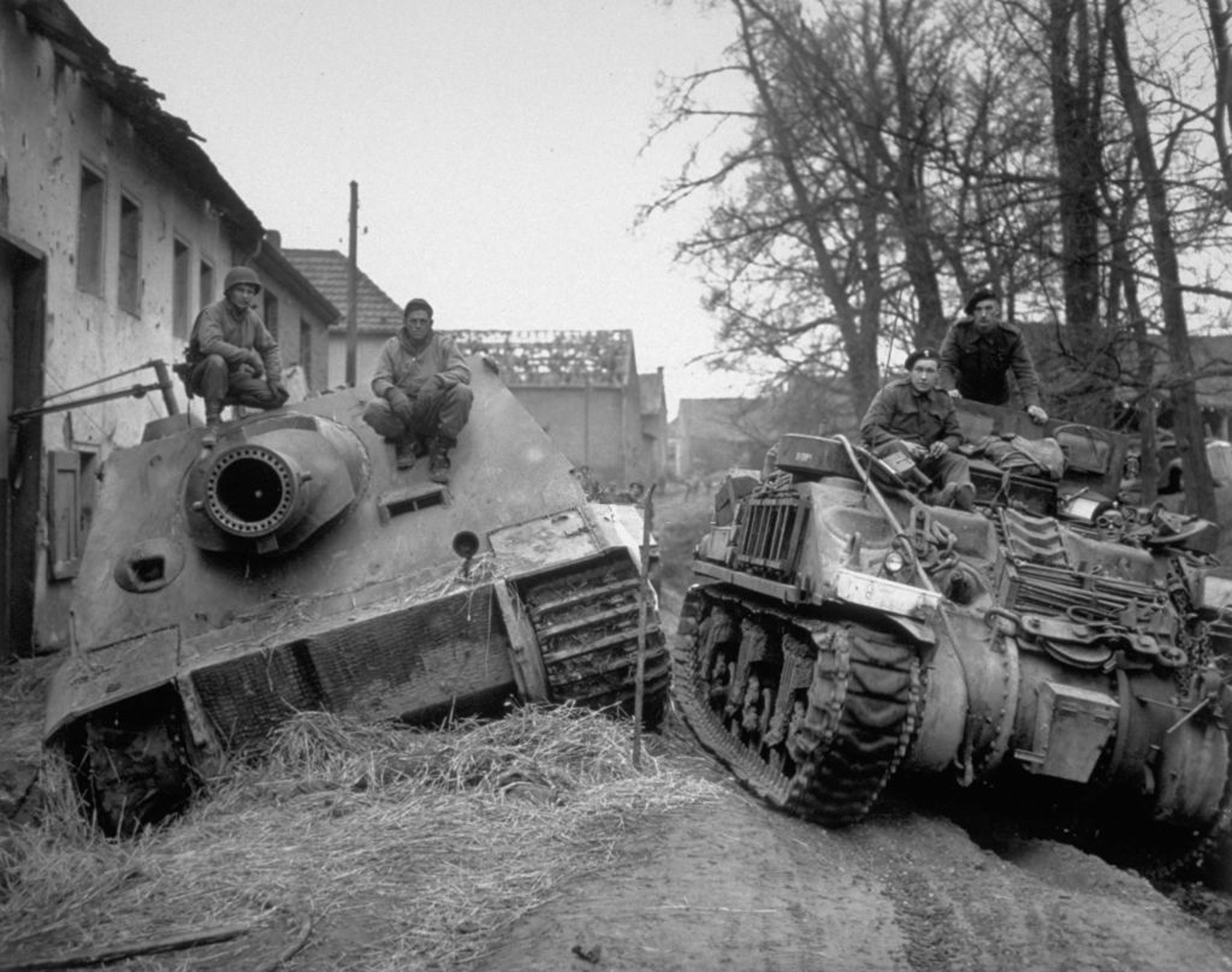
Sturmtiger, захваченный американцами. Бельгия, 28 февраля 1945

Причиной возникновения идеи о разработке Штурмтигра стало то, что к 1942 году назрела необходимость в САУ нового типа. Мощность 75-мм или 105-мм артиллерийской системы хорошо защищённых штурмовых орудий зачастую оказывалась недостаточной даже для разрушения полевых укреплений. Вооружённые же более крупнокалиберными орудиями САУ защищались лишь лёгким противоосколочным бронированием и были непригодны для осуществления ближней артиллерийской поддержки, особенно в городских условиях. Боевое применение штурмовых орудий с 150-мм гаубицами показало, что и их огневой мощи отнюдь не всегда достаточно, а построенные на базе перегруженного шасси поздних PzKpfw IV машины не могут нести достаточную для боёв в городских условиях бортовую и кормовую броню. Для решения этих проблем подходило только шасси тяжёлого танка, способное нести орудие крупного калибра, имея при этом требуемую броневую защиту.
С конца 1942 года на основе полученного в Сталинградской битве опыта, по личному приказу А. Гитлера, велась разработка тяжёлого штурмового орудия на базе тяжёлого танка PzKpfw VI «Тигр». В качестве орудия 11 апреля 1943 года А. Шпеером был предложен так и не принятый на вооружение кригсмарине 380-мм реактивный корабельный бомбомёт Raketenwerfer 61. Гитлер высоко оценил подобную инициативу, и уже 5 августа 1943 года был представлен окончательный проект вооружённого доработанным 380-мм бомбомётом Штурмтигра. Планируемые объёмы выпуска Штурмтигра составляли 10 машин в месяц, и хотя этой цифры так никогда и не удалось достичь, выпуск САУ мог заметно повлиять на объёмы производства столь необходимого фронту базового танка. В связи с этим решено было использовать для сборки «Штурмтигров» шасси поступавших на капитальный ремонт «Тигров». Первый прототип с рубкой из неброневой стали был переоборудован фирмой Алкетт и представлен заказчику 20 октября 1943 года.
Новая машина получила высокую оценку Гитлера, но, так как эвакуация вышедших из строя или подбитых 56-тонных «Тигров» была непростым делом, поэтому на капитальный ремонт уходило сравнительно небольшое их количество. То обстоятельство, что для конверсии в потяжелевший на 10 тонн по сравнению с базовой машиной «Штурмтигр» годились только «Тигры» поздних выпусков, с внутренней амортизацией катков и двигателем модели HL 230 P45, также не способствовало росту числа доступных для переделки машин. Под давлением Гитлера к лету 1944 года первая партия «Тигров» была всё же отправлена на завод Алкетт для конверсии в САУ. Производство рубок «Штурмтигра» осуществлялось фирмой Brandenburger Eisenwerke, а ремонт поступивших «Тигров» и окончательную сборку осуществляла Алкетт на заводе в Шпандау. Выпуск первой партии из 12 «Штурмтигров» шёл с 13 августа по 21 сентября 1944 года, после чего 6 октября того же года новая САУ была наконец принята на вооружение вермахта и началось распределение её по частям. Тем временем с развитием наступления советских войск на Восточном фронте количество доступных «Тигров» ещё более сократилось, поскольку теперь отступавшим немецким войскам приходилось чаще всего бросать неисправную или подбитую технику. В результате в дальнейшем была выпущена лишь одна партия из 5 «Штурмтигров», завершённая в декабре 1944 года. Всего же с октября 1943 по декабрь 1944 года было изготовлено 18 «Штурмтигров», включая прототип, на который была к 1944 году установлена рубка уже из броневой стали. Значительно отставал от плана и выпуск боеприпасов к ним: из 1400 заказанных 380-мм ракет к марту 1945 года были выпущены лишь 397, причём в войска успели поступить только 317 — менее двух полных боекомплектов на каждую из 13 поступивших в войска САУ. Серийные «Штурмтигры» модификаций не имели, однако ввиду практически поштучного выпуска, большинство выпущенных машин имели незначительные отличия, как технологического характера, так и вносившиеся с учётом опыта эксплуатации. Прототип первоначально отличался от серийных машин использованием в качестве базы «Тигра» средних, а не поздних выпусков, но уже к 1944 году и он был модернизирован до стандарта серийных машин.

### Maus
8 июня 1942 года Фердинанд Порше начал разработку по заказу Гитлера нового «танка прорыва», который бы мог нести 128-мм. или 150-мм. основную пушку и 75-мм. дополнительную. Полноразмерный деревянный макет танка был представлен Гитлеру 14 мая 1943 года. В создании машины приняли участие сразу несколько фирм: корпус и башню изготавливала фирма «Крупп», «Даймлер-Бенц» отвечала за двигательную установку, а «Сименс» — за элементы трансмиссии. Производство ходовой части и общая сборка были запущены на заводе Алкетт 1 августа 1943 года. Название танка из «проект номер 205» было изменено на «Мышь», и 23 декабря 1943 года первый танк, оснащенный авиационным двигателем Даймлер-Бенц МВ 509 и деревянной башней, покинул сборочный цех. 10 января 1944 года танк был направлен на полигон в Бёблинген, где, несмотря на проблемы с ходовой частью, показал хорошие результаты во время ходовых испытаний. 9 июня 1944 года танк был оборудован настоящей башней для артиллерийских стрельб и полным комплектом внутреннего оборудования. Второй недостроенный прототип был оборудован дизельным двигателем Даймлер-Бенц МВ 517, как оказалось, капризным и ненадёжным в эксплуатации. В начале октября 1944 года оба прототипа были отправлены на артиллерийский полигон в Куммерсдорфе для полевых испытаний.
Дальнейшие работы по выпуску десяти серийных танков были прекращены по указанию самого Гитлера, так как у Германии не хватало производственных мощностей для выпуска других, более важных видов оружия. Помимо двух готовых танков, на заводе находилось ещё 9 машин в различных стадиях готовности. На линию фронта танки с полигона не попали из-за своих размеров и веса. Позже им поручили задачу охранять Рейхсканцелярию и ОКХ в Вюнсдорфе, но они не смогли выполнить и это задание. При подходе советских войск оба танка были взорваны своими экипажами, не сделав ни единого выстрела по противнику, но сильно повреждён был только один. На данный момент сохранился только один экземпляр танка Маус в Бронетанковом музее в Кубинке, собранный из частей недостроенных на заводе Алкетт танков.

### Jagdpanzer 38 starr

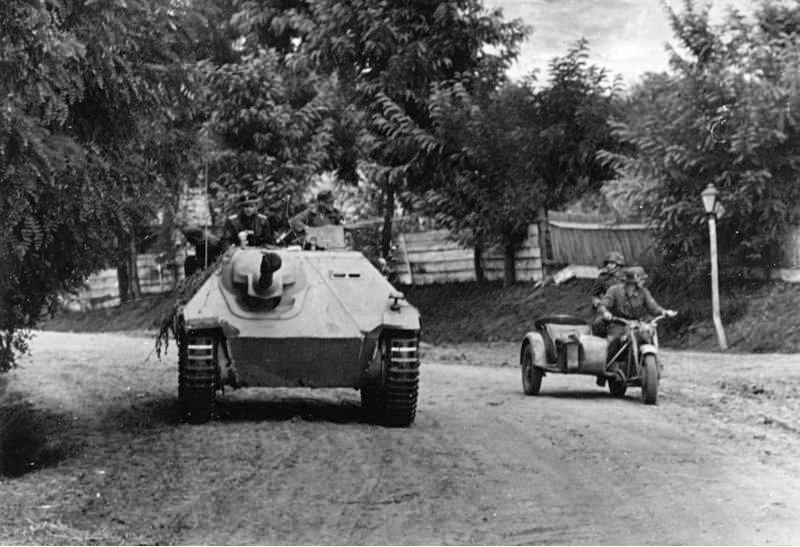
Hetzer противотанковой роты дивизии СС «Флориан Гайер». Венгрия, 1944

В результате проведённой союзниками в ноябре 1943 года бомбардировки заводов Алкетт в Мариенфельде были повреждены цеха основного производителя штурмовых орудий Sturmgeschütz III. Это поставило под угрозу планы её производства на 1944 год, которые и так не удовлетворяли потребностям вермахта: по расчётам OKH, они должны были к началу 1945 года достигнуть не менее 1100 штук в месяц. Поэтому к концу 1943 года Управление вооружений вермахта было вынуждено начать поиск альтернативы StuG III.
Требования к будущей САУ включали массу в 13 тонн, максимальную скорость в 55—60 км/ч и 60-мм лобовую броню, расположенную под значительными углами наклона. Проект подобной САУ с противоснарядным бронированием на шасси лёгкого танка Pz.KpfW.38(t) был разработан чехословацкой фирмой BMM ещё в августе — сентябре 1943 года. В ноябре 1943 года BMM получила официальный заказ на завершение проекта «штурмового орудия нового типа» (нем. Sturmgeschütz n.A.) в течение месяца. 17 декабря 1943 года комиссии Управления вооружений были представлены деревянные макеты двух предложенных BMM вариантов её исполнения. Первый базировался на шасси танка Pz.KpfW.38(t) и вооружался 105-мм безоткатным орудием, а второй использовал шасси опытного модернизированного варианта Pz.KpfW.38(t), разведывательного танка TNH n.A. и был вооружён 105-мм трубой — пусковым устройством противотанковых ракет. Проект был одобрен и рекомендован к производству, но от ещё не отработанных 105-мм орудий было решено отказаться в пользу проверенной 75-мм противотанковой пушки PaK 39. 27 января 1944 года был одобрен окончательный проект САУ, ещё до испытаний принятый на вооружение под обозначением Sturmgeschütz n.A. mit 7,5 cm PaK 39 L/48 auf Fahrgestell Pz.KpfW.38(t), с 11 сентября 1944 года сменённое на окончательное официальное Jagdpanzer 38, а неофициальное Хетцер.
Планы вооружения «Хетцера» 75-мм пушкой в безоткатной установке строились ещё с самого начала проектирования. Из-за неготовности такой установки производство «Хетцера» началось с пушкой традиционной конструкции, но работы по безоткатной установке были продолжены фирмой Алкетт. Преимуществами такого конструктивного решения являлись упрощение и снижение стоимости орудия, уменьшение маски орудия и соответственно, ослабленной зоны в лобовом бронировании, а также некоторое увеличение скорострельности и свободного внутреннего объёма САУ за счёт исключения зоны отката казённой части орудия. Прототип «Хетцера» с безоткатной установкой был изготовлен весной 1944 года, а к 1 августа, согласно докладу фирмы Алкетт, в ходе испытаний им было произведено 1000 выстрелов. Хотя в целом конструкция показала себя работоспособной, отдача вызывала регулярные поломки прицела — последнюю проблему так и не удалось устранить до конца войны. Первоначально планировалось немедленно начать производство партии предсерийной партии (0-Serie) из 100 САУ, но по настоянию Алкетт начало производства было отложено до получения результатов испытаний усовершенствованной безоткатной установки, которые должны были начаться в сентябре. Устранение проблем с безоткатной установкой затягивалось; в сентябре Алкетт и «Крупп» переоборудовали ещё две САУ, а в декабре 1944 — январе 1945 года BMM была выпущена партия из 10 САУ «нулевой» серии.
«Хетцеры» с безоткатной установкой обозначались как Jagdpanzer 38 starr (нем. starr — «жёсткий» или «неподвижно закреплённый»). За исключением крепления орудия в безоткатной шаровой установке в верхней лобовой бронеплите, Jagdpanzer 38 starr были идентичны серийным машинам. 22 марта 1945 года была заказана постройка прототипа Jagdpanzer 38 starr с дизельным двигателем фирмы «Татра», для демонстрации А. Гитлеру к середине апреля. Известно, что один Jagdpanzer 38 starr был 31 марта включён в состав танковой роты, сформированной для обороны полигона Берка с приближением к нему линии фронта, но в тот же день был уничтожен по личному указанию Гитлера, чтобы не допустить попадания в руки противника. Ещё 8 САУ, находившиеся в танковой школе в Миловице, считались небоеспособными, поэтому прицелы и механизмы наведения были с них сняты для комплектования стандартных «Хетцеров».